# 4-エチルトルエン
4-エチルトルエン（英: 4-Ethyltoluene）は、化学式CH3C6H4C2H5で表される有機化合物である。ベンゼン環の1位と4位の水素をメチル基とエチル基にそれぞれ置換した構造を持つ。3種類あるエチルトルエンの構造異性体の一つであり、いずれも無色の液体で、ポリスチレンの製造に使用される。日本の消防法では、危険物第4類 第二石油類（非水溶性）に区分される。

## 製造と使用
エチルトルエンは、トルエンのエチル化により得られる。:
CH3C6H5  +  C2H4   →   CH3C6H4C2H5
典型的な酸触媒下で、2-、3-、4-エチルトルエンの混合体が生じる。修飾されたゼオライト触媒を用いると、4-エチルトルエンを選択的に得ることができる
4-エチルトルエンを脱水素化すると、4-ビニルトルエンが得られる